# Wimbledon Championships 1904
Die 28. Auflage der Wimbledon Championships fand 1904 auf dem Gelände des All England Lawn Tennis and Croquet Club an der Worple Road statt. Mit 62 Anmeldungen bei den Herren und 41 bei den Damen für den All-Comers-Wettbewerb wurde ein neuer Teilnehmerrekord erzielt.

## Herreneinzel
Laurence Doherty besiegte in einer Neuauflage der letztjährigen Challenge Round Frank Riseley in drei Sätzen. Er gewann damit seinen dritten Titel.

## Dameneinzel
Dorothea Douglass konnte die Challenge Round gegen die Herausforderin Charlotte Cooper für sich entscheiden.

## Herrendoppel
Laurence und Reginald Doherty besiegten in der Challenge Round Sydney Smith und Frank Riseley mit 6:1, 6:2 und 6:4.